# Saigon e così sia
Saigon e così sia è una raccolta di articoli che Oriana Fallaci scrisse per L'Europeo tra il 1969 e il 1975. Questi reportage di guerra parlano di come la Guerra del Vietnam sia stata vissuta nel Vietnam del Nord, nella Cambogia e nel Vietnam del Sud. Il titolo deriva da un articolo pubblicato nel maggio del 1975 e riprende anche un'altra opera dell'autrice sullo stesso tema: Niente e così sia.

## Struttura del libro
I reportage sono stati raggruppati in tre sezioni alle quali si aggiunge un'appendice finale in cui si racconta la storia del leader vietnamita Ho Chi Minh. 
- Prima Parte - "Nel Vietnam del Nord": gli articoli di questa sezione sono stati scritti in occasione di un viaggio che Oriana Fallaci fece ad Hanoi perché invitata dal governo comunista. È possibile leggere un'intervista al generale Giap e dell'incontro che Oriana ebbe con due prigionieri americani;
- Seconda parte - "Sul fronte della Cambogia": in questa sezione Oriana racconta l'espansione nella guerra nella neutrale Cambogia guidata dall'enigmatico leader Norodom Sihanouk;
- Terza Parte - "Saigon e così sia": questa parte è ambientata nel Vietnam del Sud e narra della caduta di Saigon per mano delle truppe del Vietnam del Nord. Viene riportata anche una intervista ad un personaggio di spicco della politica del Vietnam del Sud: Cao Ky;
- Appendice: viene qui riportata la storia di Ho Chi Minh che venne pubblicata su L'Europeo pochi giorni dopo la sua morte avvenuta il 2 settembre 1969.

## Edizioni
- Oriana Fallaci, Saigon e così sia. Prefazione di Ferruccio de Bortoli, collana Opere di Oriana Fallaci, Milano, Rizzoli, maggio 2010,  p. 361, ISBN 978-88-17-04192-8.
- id., Saigon e così sia, Collana Opere di Oriana Fallaci, BUR, Milano, I ed. maggio 2011, ISBN 978-88-17-04993-1, pp. 368.
- id., Saigon e così sia, Collana best Bur, BUR, Milano, I ed. novembre 2014, pp. 384.